# Durham University Observatory
Das Durham University Observatory (deutsch Observatorium der Universität Durham) ist ein Wetterobservatorium, das der University of Durham gehört und von ihr betrieben wird. Es handelt sich um ein denkmalgeschütztes Gebäude in Potters Bank, Durham. Es wurde 1839 ursprünglich als astronomisches und meteorologisches Observatorium von Temple Chevallier gegründet. Meteorologische Messungen wurden zu Beginn an durchgeführt, aufgrund der Notwendigkeit, mit der Lufttemperatur die Refraktion der Luft zu berechnen. Bis 1937, als sich das Observatorium ausschließlich der meteorologischen Aufzeichnung zuwandte.
Der derzeitige Direktor des Observatoriums ist Professor Tim Burt von der Geographieabteilung, der auch Master des Hatfield College ist.
Nach dem Radcliffe Observatory verfügt Durham über die längste ununterbrochene meteorologische Aufzeichnung aller Universitäten in Großbritannien. Die Aufzeichnungen stammen aus den 1840er Jahren. Hauptsächlich aufgrund der Arbeit von Gordon Manley bei der Erstellung von Temperaturaufzeichnung, die mit denjenigen von Oxford vergleichbar sind. Derzeit trägt das Observatorium durch automatisierte Aufzeichnungen zu den Prognosen des Met Office bei.

## Ehemalige Astronomen
- 1840–1841 Temple Chevallier
- 1841 John Stewart Browne
- 1842–1846 Arthur Beanlands
- 1846–1849 Robert Anchor Thompson
- 1849 Le Jeune
- 1849 Robert Healey Blakey
- 1849–1852 Richard Christopher Carrington
- 1852–1853 William Ellis
- 1854–1855 Georg Friedrich Wilhelm Rümker
- 1856–1863 Albert Marth
- 1863–1864 Edward Gleadowe Marshall
- 1865–1867 Mondeford Reginald Dolman
- 1867–1874 John Isaac Plummer
- 1874–1885 Gabriel Alphonsus Goldney
- 1885–1900 Henry James Carpenter
- 1900–1919 Frederick Charles Hampshire Carpenter
- 1919–1938 Frank Sargent
- 1938–1939 E. Gluckauf
- 1940–1945 A. Beecroft
- 1945–1948 L. S. Joyce
- 1949–1951 K. F. und G. A. Chackett
- 1951–1957 J. Musgrave
- 1957–1968 F. und D. Glockling
- 1969–1999 A. Warner

(Quelle:)